# محمد بن خلیفه آل‌خلیفه
محمد بن خلیفه آل‌خلیفه (به عربی: محمد بن خليفة آل خليفة) اولین امیر از خاندان آل‌خلیفه و امیر امارت الزباره بود.